# Gornal metróállomás
Gornal egyike a Spanyolországban található barcelonai metró metróállomásainak.

## Metróvonalak
Az állomást az alábbi metróvonalak érintik:
- 8-as metróvonal

## Kapcsolódó állomások
Az állomáshoz az alábbi állomások vannak a legközelebb:
- Europa-Fira (8-as metróvonal)
- Sant Josep (Molí Nou-Ciutat Cooperativa, 8-as metróvonal)